# Guinée aux Jeux paralympiques d'été de 2008
La Guinée a envoyé un seul athlète, Ahmed Barry, pour participer aux Jeux paralympiques d'été de 2008 à Pékin, en République populaire de Chine. Il a participé au 200 m T46 masculin comme seule épreuve, mais n'était pas titulaire.

## Athlétisme

### Piste hommes
| Athlète     | Classer | Événement | Chaleurs | Chaleurs | Demi-finale    | Demi-finale    | Final          | Final          | Final |
| Athlète     | Classer | Événement | Résultat | Rang     | Résultat       | Rang           | Résultat       | Rang           |       |
| ----------- | ------- | --------- | -------- | -------- | -------------- | -------------- | -------------- | -------------- | ----- |
| Ahmed Barry | T46     | 200m      | DNS      | DNS      | n'a pas avancé | n'a pas avancé | n'a pas avancé | n'a pas avancé |       |

## Voir également
- La Guinée aux Jeux Paralympiques
- Guinée aux Jeux olympiques d'été de 2008